# Новое (Херсонская область)
Новое (укр. Нове) — село в Чаплинской поселковой общине Каховского района Херсонской области Украины. В 2022 году, во время вторжения России на Украину, село было захвачено. На данный момент находится под оккупацией ВС РФ.
Население по переписи 2001 года составляло 315 человек. Почтовый индекс — 75204. Телефонный код — 5538. Код КОАТУУ — 6525455101.

## Местный совет
75200, Херсонская обл., Чаплинский р-н, пгт Чаплинка, ул. Парковая, 40